# Teuf

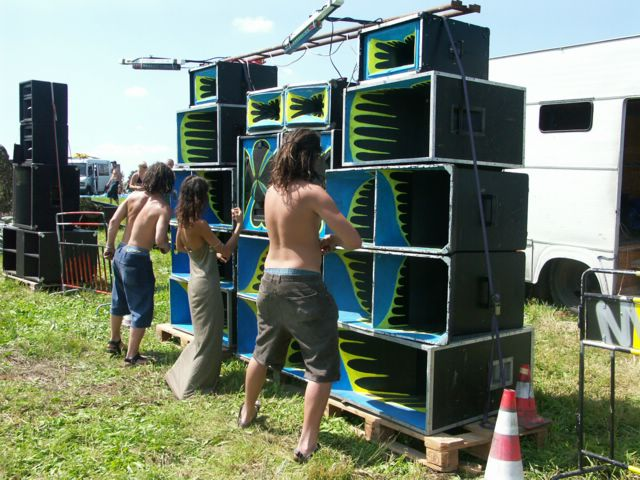
Teufeurs bailando frente a un sound system, en el CzechTek 2004

Teuf (/tœf/ⓘ) es un término coloquial francés propio de la subcultura tekno para hacer referencia a una fiesta underground o una rave, particularmente a una free party ('fiesta libre') o a teknivales, fiestas clandestinas que tuvieron su apogeo en los años 90s por toda Francia. El término teuf surge de un verlán (juego de palabras típico francés, que consiste en girar las sílabas) de fête, 'fiesta', y el primer uso registrado de esta palabra es de 1984. Los raveros o personas que acuden a un teuf se llaman teufeur (masc.) o teufeuse (fem.). El teuf o free party es gratuita, a diferencia de una rave que suele tener un precio fijo.
Los teufeurs a menudo también son mochileros del movimiento new travellers (voyageurs), adeptos de la fiesta libre que viajaron desde el Reino Unido hasta la Europa continental tras las represiones que el gobierno británico ejerció contra el movimiento contracultural freetekno, especialmente tras la aprobación de Ley de justicia penal y orden público de 1994. Pioneros del movimiento, estos travellers se caracterizan por un estilo de vida nómada, viajando por todo el continente en furgones, popularmente llamados camtar, en los que transportan los sistemas de sonido. Los teufeurs denominan a su sistema de organización como tribe ('tribu'), que enfatiza la forma de vida tribal y comunitaria.